# Remciîți, Sarnî
Remciîți (în ucraineană Ремчиці) este localitatea de reședință a comunei Remciîți din raionul Sarnî, regiunea Rivne, Ucraina.

## Demografie
Componența lingvistică a localității Remciîți
     Ucraineană (99,49%)
     Alte limbi (0,51%)
Conform recensământului din 2001, majoritatea populației localității Remciîți era vorbitoare de ucraineană (99,49%), existând în minoritate și vorbitori de alte limbi.